# Областная библиотека имени Т. Асири
Областная библиотека имени Т. Асири г. Худжанда — является государственным учреждением культуры, национальным хранилищем наследия науки и культуры, архивом национальной периодической печати, своим функциями соответствует основным требованиям ЮНЕСКО для библиотек данного вида.
Названа в честь таджикского поэта Тошходжа Асири.

## История библиотеки
Библиотека была основана 12 марта 1917 года в г. Худжанде, на собрании Худжандского гарнизона, где решением большевистской ячейки гарнизона было принято решение о создании библиотеки. Вначале для просвещения солдат в библиотеке хранились номера газеты «Известия». Через месяц из библиотеки г. Ташкента были доставлены 150 экземпляров книг.
- 1924 год библиотека становиться городской, а в 1947 году областной библиотекой.
- 1959 год фонд книг библиотеки составлял 123 тыс. экземпляров наименований различных изданий.
- 1964 году — библиотека была названа именем представителя таджикской литературы и просветителя XIX века Тошхуджа Асири;
- 2000 год — в фонде библиотеки хранилось более 300 тысяч экземпляров книг и других изданий.
- 2003 год — принятие парламентом страны Закона «О библиотечной деятельности», где были определены функции библиотек Таджикистана;
- 2010 год — введение в строй отреставрированного здания библиотеки;
- 2014 год — презентация сайта областной библиотеки им. Т.Асири — www.asiri.tj

## Структура библиотеки
- отдел обслуживания читателей;
- отдел восточных рукописей и редких книг;
- отдел периодический изданий;
- отдел хранения и обмена литературы;
- отдел технической и аграрной литературы;
- отдел детской литературы;
- отдел искусства;
- отдел медицинской литературы;
- отдел редактирования и издания литературы;
- отдел зарубежной литературы;
- отдел комплектования литературы;
- справочно-библиографический отдел;
- научно- методический отдел;
- отдел электронной библиотеки